# Harald Nyström
Karl August Harald Nyström, född 28 oktober 1888 i Enköping, Uppsala län, död 5 januari 1946 i Ovansjö församling, Gävleborgs län, var en svensk präst. 
Nyström, som var son till snickarmästare Johan August Nyström och Amanda Margareta Broberg, blev efter studier i Enköping och Västerås student vid Uppsala universitet 1907, avlade teologisk-filosofisk examen 1908, blev teologie kandidat 1912, var lärare vid Hampnäs folkhögskola 1912–1913 samt genomgick praktisk teologiska prov och prästvigdes i Västerås 1913. Han blev domkyrkoadjunkt i Uppsala 1915, kyrkoadjunkt i Solna församling 1917, komminister i Storvik 1919 (tillträde 1921), kyrkoherde i Ovansjö församling 1926 (tillträde 1927) och kontraktsprost i Gästriklands västra kontrakt 1935.
Nyström utgav Om gårdsnamnen i Ovansjö (i "Från Gästrikland", 1933) och Minnesteckningar vid prästmötet i Uppsala 1934 (1936).